# 두건피토휘

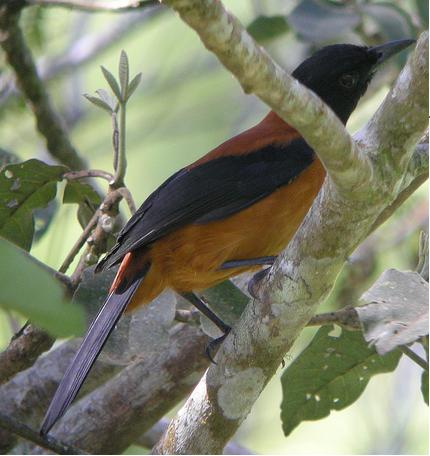

두건피토휘(영어: Pitohui dichrous)는 뉴기니에서 발견되는 피토휘속에 속하는 새의 일종이다. 오랫동안 휘슬러(때까치딱새류)로 여겨졌으나 현재는 꾀꼬리과(Oriolidae)에 속하는 것으로 알려져 있다. 꾀꼬리과 내에서 이 종은 피토휘속의 변종 피토휘스(pitohuis)와 가장 밀접하게 관련되어 있으며 그 다음은 무화과새이다.
적갈색과 검은색 깃털을 지닌 중간 크기의 명금류인 이 종은 피부, 깃털 및 기타 조직에 다양한 바트라코톡신 화합물을 함유하고 있는 몇 안 되는 알려진 독새 중 하나이다. 이러한 독소는 먹이에서 파생된 것으로 생각되며 포식자를 억제하고 기생충으로부터 새를 보호하는 역할을 할 수 있다. 이 종과 독성이 있는 피토휘스라고도 알려진 다른 관련 없는 새들과 매우 유사한 점은 수렴진화와 뮬러식 의태의 한 예이다. 이들의 외모는 또한 관련이 없는 비독성 종들에 의해 모방되는데, 이는 베이츠 의태로 알려진 현상이다. 이 새의 독성은 이 새를 피하는 지역 사냥꾼들에게 잘 알려져 있다. 피토휘 중에서 가장 독성이 강한 종 중 하나이지만, 개별 새의 독성은 지리적으로 다를 수 있다.
두건피토휘는 해발 2,000m(6,600피트)까지의 숲에서 발견되지만 언덕과 낮은 산에서 가장 흔하다. 사회적인 새인 이 새는 가족 단위로 생활하며 다양한 종의 먹이를 찾는 무리에 자주 합류하고 심지어 이끄기도 한다. 식단은 과일, 씨앗, 무척추동물로 구성된다. 이 종은 가족 그룹이 둥지를 보호하고 새끼에게 먹이를 주는 데 도움을 주는 협력적인 번식자인 것으로 보인다. 두건피토휘는 흔하며 현재 멸종 위기에 처해 있지 않으며 그 수는 안정적이다.